# エクトル・ヒメネス (サッカー選手)
エクトル・ヒメネス（Hector Jiménez、1988年11月3日 - ）は、アメリカ合衆国出身のメキシコの元サッカー選手。現役時代のポジションはMF。

## クラブ経歴
2011年1月14日、MLSスーパードラフトの2巡目(全体34人目)でロサンゼルス・ギャラクシーに指名された。
2014年1月14日、金銭＋MLSスーパードラフト2巡目指名権とのトレードでコロンバス・クルーに移籍。
2020年12月21日、オースティンFCに加入する事が発表された。

## 人物
両親はメキシコ人。

## タイトル

### クラブ
ロサンゼルス・ギャラクシー
- MLSカップ (2): 2011, 2012
- サポーターズ・シールド (1): 2011
- ウェスタン・カンファレンス (2): 2011, 2012

コロンバス・クルー
- MLSカップ (1): 2020